# Ronny Hornschuh
Ronny Hornschuh (Neuhaus am Rennweg, 2 febbraio 1975) è un ex saltatore con gli sci tedesco.

## Biografia
In Coppa del Mondo esordì il 15 gennaio 1994 a Liberec (25°) e ottenne l'unico podio il 19 dicembre 1998 a Harrachov (2°). Non partecipò né a rassegne olimpiche né iridate.

## Palmarès

### Mondiali juniores
- 2 medaglie:
  - 2 bronzi (gara a squadre a Vuokatti 1992; gara a squadre a Harrachov 1993)

### Coppa del Mondo
- Miglior piazzamento in classifica generale: 26º nel 1985
- 1 podio (individuale):
  - 1 secondo posto